# آبلا
آبلا (به اسپانیایی: Abla) دهستانی در استان آلمریای اسپانیا است.
در این دهستان 1,267 نفر زندگی می‌کنند. مساحت این دهستان ۴۵٫۲۸ کیلومتر مربع است.